# Aboa
Aboa är en finländsk forskningsstation som ligger vid Vestfjella i Drottning Mauds land, Antarktis. I närheten ligger den svenska stationen Wasa som tillsammans med Aboa utgör den så kallade Nordenskiöldbasen. Avståndet till den geografiska sydpolen är ungefär 1880 kilometer. Namnet Aboa kommer från det latinska namnet på Åbo.
Aboa byggdes år 1988 ungefär 130 kilometer från kusten på nunataken Basen, alltså en bergstopp som sticker upp ur inlandsisen. För planeringen och byggandet av basen svarade Statens tekniska forskningscentral VTT och den finansierades av dåvarande Handels- och industriministeriet i Finland.
Aboa grundrenoverades och utvidgades under Antarktis sommar 2002–2003. Huvudbyggnaden utvidgades med en bastu, ett tekniskt utrymme och två inkvarteringshytter. Avskiljt från huvudbyggnaden installerades två nya bostads- och arbetscontainrar för forskare. Under säsongen 2003–2004 installerades solpaneler och vindturbiner för att producera energi för att upprätthålla automatisk mätutrustning året om. Efter utvidgningen kan Aboa inkvartera forskningsexpeditioner på tolv personer. Tillfälligt kan man inkvartera arton personer. Aboa är bebott endast under den antarktiska sommaren (december-februari), då det vanligtvis är varmare än –15 grader Celsius.
Basen består av huvudbyggnaden på 250 kvadratmeter, tre bostads- och arbetscontainrar, två laboratoriecontainrar, lagercontainrar, en generatorbyggnad och två fordonshallar.
Aboa samarbetar logistiskt och forskningsmässigt med Wasa.
Terrängen runt Aboa är platt åt sydväst, men åt nordost är den kuperad. Terrängen runt Aboa sluttar västerut.